# 斎藤邦彦 (外務官僚)
斎藤 邦彦（齋藤 邦彦、さいとう くにひこ、1935年〈昭和10年〉2月2日 ‐ 2022年〈令和4年〉7月4日）は、日本の外交官。位階は従三位。

## 経歴
外務省主流派を歩んだエリート官僚であり、「ミスター外務省」「外務省のドン」と畏怖された人物である。
成蹊高等学校を経て、1957年（昭和32年）外交官領事官採用試験合格。1958年（昭和33年）に東京大学法学部第2類（公法コース）を卒業後、外務省に入省。同期に近藤豊（衆議院議員）、佐藤嘉恭（官房長、中国大使）など。英語研修（イギリスケンブリッジ大学）を経て、スイス、マレーシア、フランス、ベルギー（EC）にて勤務。条約局長、イラン大使、外務審議官などを歴任し、1993年（平成5年）外務事務次官を務める。1995年（平成7年）、駐米国大使に就任した。 
1999年（平成11年）に外務省を退官した後は国際協力事業団（JICA）の総裁を務めていたが、2001年外務省機密費流用事件の責任を問われ、給与自主返納をしたものの、小泉純一郎総理大臣の意向で更迭された。その後、国際親善協会（FEC、現在の民間外交推進協会）の理事長を務めた。2006年、北鎌倉女子学園理事長に就任。
2009年、瑞宝大綬章受章。
2022年7月4日、死去。87歳没。死没日をもって従三位に叙された。

## 家族
- 警視総監、台湾総督府総務長官等を歴任した斎藤樹の四男。母禎子は司法大臣、鉄道大臣等を歴任した小川平吉の三女。数学者で東京大学名誉教授の斎藤正彦は実兄。元大蔵事務次官谷村裕は義兄。第78代内閣総理大臣の宮澤喜一、法務大臣を務めた宮澤弘は従兄。
- 外交官の小川平四郎は叔父。外交官の宮澤泰は従弟。外交官の岩波徹は義弟[8]。

## その他
- 1988年5月24日の参議院外務委員会で日本共産党・吉岡吉典の「私は改めてこの議事録を読んで、こういうことを日本国民にも知らせないできた。同時にサンフランシスコ平和会議の受諾演説で吉田首相はこういうアジア諸国の批判に答えてもいない。私はそうこの速記録を読みましたけれども、別の読み方なさっていますか、外務省どうですか」という質問に対して「日本が侵略行為をやって近隣の国に被害をかけたということを直接言及したかどうかという御質問であったとすれば、受諾演説の中にはそういうくだりはなかったと承知しております」と回答している。更に吉岡の「ついでにお伺いしますけれども、この日本の戦争のおかげで独立したと感謝を述べた国が一つぐらいありましたか」という質問に対しても「そのような声明を行った国はなかったと承知しております」と答えている。
- 1991年の湾岸戦争の際、イラン大使であった斉藤は「イラン国内にイラク軍機がいる」という情報を日本へ打電し評価された。イラン大使館には優秀なペルシャ語の専門家がおり、情報源を培っていたのが原因といわれる。イラン大使館ではさらに情報収集を行い、「イランは中立を守るだろう」という見通しを伝えている。
- 斉藤は中曽根康弘、竹下登の両内閣当時の条約局長で、当時密約がどう扱われたか知り得る立場にいた[要説明]。そのため退官後の2010年3月に国会招致を受けた。